# Godisklubba

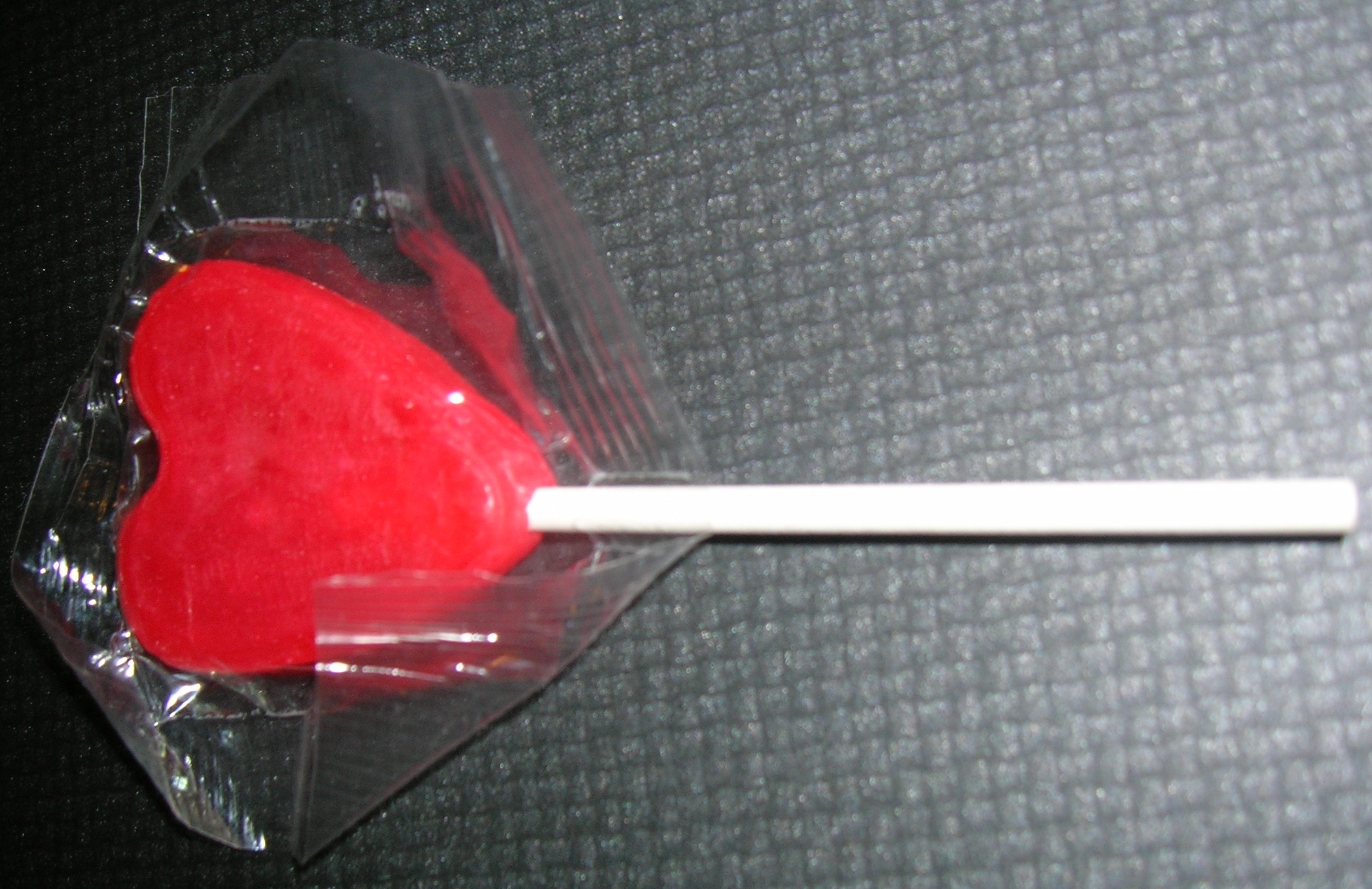
En liten godisklubba i skyddsomslag.

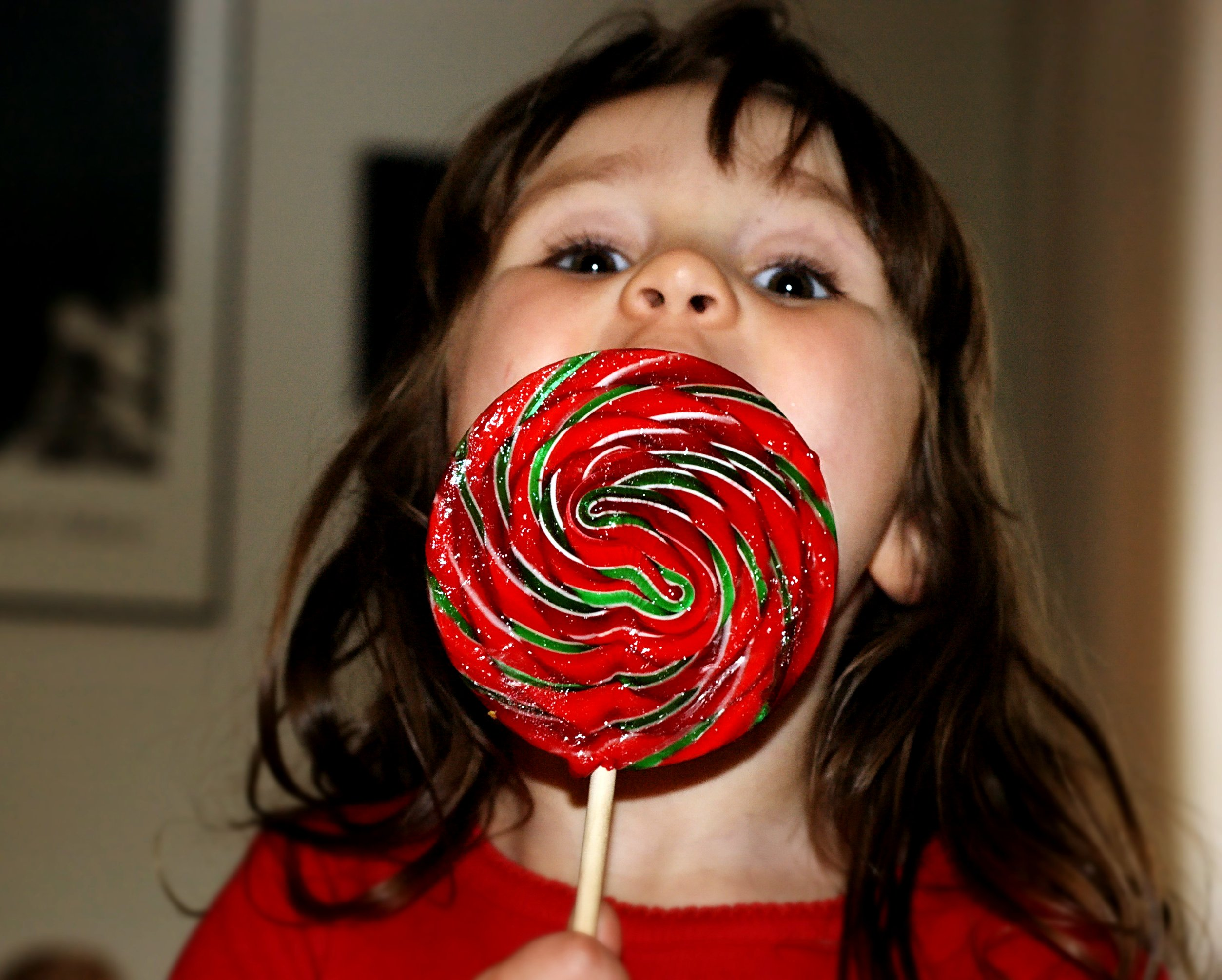
Flicka med stor godisklubba.

En godisklubba, vardagligt klubba och något ålderdomligt även kallad slickepinne, är godis fastsatt på en pinne som är avsedd att hålla i medan man äter godiset.
Godiset består vanligen av karamell, men även choklad, kola eller skumgodis förekommer. Det finns även klubbor med fyllning. Pinnen är ofta gjord av lindat papper eller ihålig plast. Även trä förekommer, särskilt historiskt. Godisklubbor finns i många olika former, storlekar, färger och smaker.

## Historia
Slickepinnar har förekommit sedan ungefär 200 000 år f.Kr. i Afrika. I början rörde det sig om att stoppa in en pinne i en bikupa så att honung fastnade på pinnen.
Amerikanen George Smith påstod sig vara uppfinnaren till den moderna godisklubban, året var 1908.
I London köpte barnen en slickepinnar bestående av melass under 1950-talet.

## Etymologi
Ordet slickepinne kunde även användas i utvidgad betydelse om sötsaker att slicka på, som en strut med knäck. Det är belagt i svenska språket åtminstone från 1924.
Det finns olika teorier om hur det engelska ordet för godisklubba, lollipop, tillkom. En teori är att det kommer av en berömd kapplöpningshäst som hette Lolly Pop. En annan är att det är en sammansättning av det nordengelska ordet "lolly" som betyder tunga och "pop" som betyder slå. Det finns belägg för ordet från 1784 i Storbritannien.